# Gérard Araud
Pour les articles homonymes, voir Araud.
Gérard Araud, né le 20 février 1953 à Marseille, est un ancien diplomate français, élevé à la dignité d'ambassadeur de France.
De juillet 2014 à avril 2019, il est ambassadeur de France aux États-Unis, après avoir été représentant permanent de la France auprès des Nations unies à New York. Il avait été auparavant directeur général des affaires politiques et de sécurité au ministère des Affaires étrangères.
Le 20 avril 2019, il fait valoir ses droits à pension et il quitte ses fonctions. En 2021, il est épinglé par la Haute Autorité pour la transparence de la vie publique pour avoir rejoint, sans autorisation, le secteur privé, en travaillant pour l'entreprise israélienne de sécurité informatique NSO Group – conceptrice du logiciel espion Pegasus –, ainsi que pour les sociétés Kering et Albright Stonebridge Group.

## Biographie

### Origines et formation
Gérard Araud naît dans une famille de la petite bourgeoisie marseillaise. Il est orienté par son père vers les sciences exactes. Il a un frère, médecin. 
Il est élève en classes préparatoires scientifiques au lycée Thiers, puis intègre l'École polytechnique (X1973). Il choisit comme école d'application l'École nationale de la statistique et de l'administration économique (ENSAE), promotion 1978. 
Voulant « échapper à un destin de chercheur ou d'ingénieur », il étudie à l'Institut d'études politiques de Paris (Sciences Po), section Service public, dont il sort diplômé en 1978. Il intègre ensuite l'École nationale d'administration (ENA), dans la promotion Henri-François-d'Aguesseau (1982).

### Carrière
À la sortie de l'ENA, il choisit la carrière diplomatique plutôt que la direction du Budget. Premier secrétaire d'ambassade à Tel Aviv (1982-1984), il est ensuite affecté trois ans, à Paris, au Centre d'analyse et de prévision du ministère des Affaires étrangères, où il traite des questions du Moyen-Orient. Conseiller à l'ambassade de France à Washington de 1987 à 1991, il y est également chargé du Moyen-Orient. Sous-directeur des affaires communautaires au ministère des Affaires étrangères entre 1991 et 1993, il devient conseiller diplomatique au cabinet de François Léotard, ministre d'État, ministre de la Défense, de 1993 à 1995.
Il rejoint à Bruxelles la délégation de la France auprès du Conseil de l'Atlantique nord en 1995 comme représentant permanent adjoint et devient en 2000 directeur des Affaires stratégiques, de sécurité et du désarmement du ministère des Affaires étrangères. Il est ambassadeur de France en Israël de 2003 à 2006. À ce poste, il se forge la conviction, selon Le Figaro, que la France doit réintégrer le commandement militaire de l'OTAN, en rupture avec la doctrine gaulliste.
En septembre 2006, Gérard Araud est nommé directeur général des affaires politiques et de sécurité, secrétaire général adjoint du ministère des Affaires étrangères. Dans ces fonctions, il est notamment le négociateur pour la France sur le dossier nucléaire iranien. Le 15 juillet 2009, il est nommé, par décret en Conseil des ministres, représentant permanent de la France au Conseil de sécurité et chef de la mission permanente de la France auprès des Nations unies à New York. Il remet ses lettres de créance à Ban Ki-moon, secrétaire général des Nations unies, le 10 septembre 2009.
Sa mission auprès de l'Organisation des Nations unies est marquée par la négociation et le vote de plusieurs résolutions du Conseil de sécurité marquantes, en particulier sur l'Iran (résolution 1929), la Libye (résolutions 1970 et 1973 ouvrant la voie aux bombardements en Libye). Cette dernière résolution permettra l'intervention militaire de 2011 en Libye et aura pour conséquence la destruction de l'État libyen dont le pouvoir local est assuré de facto par des tribus régionales, les succès de l'islamisme dans la région et la déstabilisation de l'ensemble de la zone sahélo-saharienne entraînant notamment le coup d'État de 2012 au Mali. 
Il est alors décrit selon Le Figaro comme « le tenant au Quai d'Orsay d'un « néo-conservatisme » à la française, inspiré par les positions de ce courant politique américain influent au début du mandat de George W. Bush. ». Pour Slate,  Gérard Araud est « l'un des diplomates les plus va-t-en-guerre de Paris ». En 2011, il explique ainsi que le régime syrien n'a plus d'avenir, soutenant que Bachar el-Assad « doit partir... parce qu'il ne peut plus être partie d'une solution ».
Il joue également un rôle marquant dans les résolutions concernant la Syrie (résolution 2118), la Côte d'Ivoire (résolution 1975), le Mali (résolutions 2056 et 2071) et la République centrafricaine (résolution 2127) notamment. Il assure au nom de la France la présidence mensuelle du Conseil de sécurité en février 2010, mai 2011, août 2012 et décembre 2013.
Le 5 janvier 2012, par décret pris en Conseil des ministres, il est élevé à la dignité d'« ambassadeur de France ». 
Le 23 juillet 2014, il est nommé par décret du président de la République ambassadeur auprès des États-Unis d'Amérique. Il commence son mandat sous l’administration de Barack Obama avec lequel il aura plusieurs entretiens en particulier en 2015 à l’occasion de l'attentat contre Charlie Hebdo et de la prise d'otages du magasin Hyper Cacher de la porte de Vincennes puis après les attentats du 13 novembre.

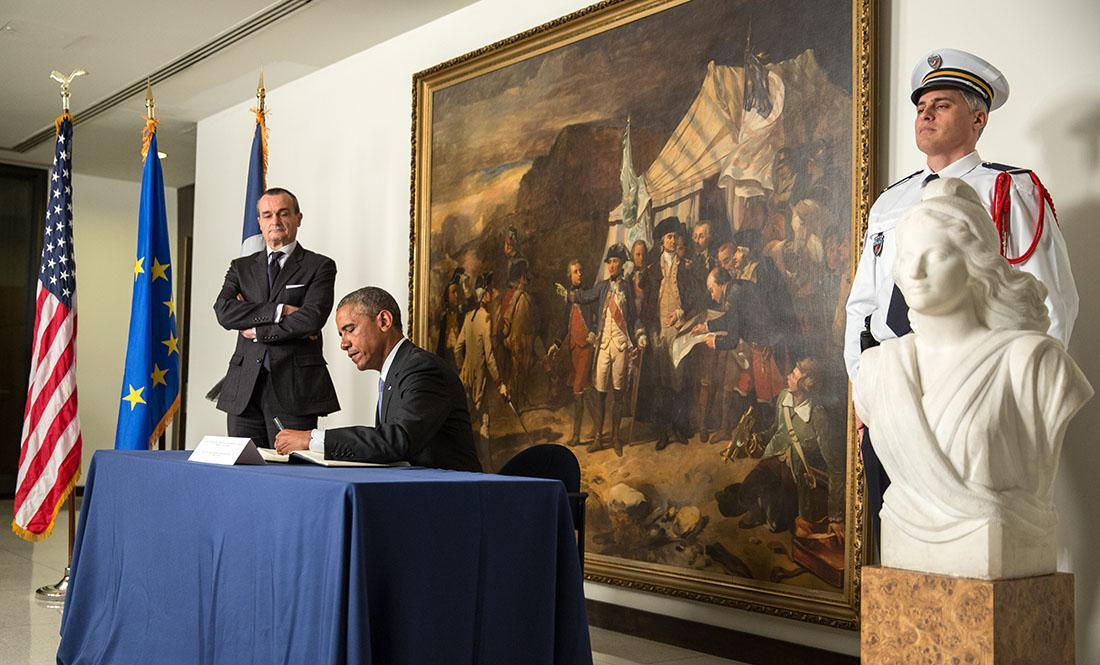
Barack Obama signant devant Gérard Araud le registre de condoléances à l'ambassade de France aux États-Unis à la suite des attentats de janvier 2015 en France.

En novembre 2016, il commente l'élection de Donald Trump à la présidence des États-Unis par deux tweets : « Après le Brexit et cette élection, tout est désormais possible. Un monde s’effondre devant nos yeux. Un vertige » et « C’est la fin d’une époque, celle du néolibéralisme. Reste à savoir ce qui lui succédera ». Ces mots choquent aux États-Unis comme en France et il est alors la cible de nombreuses critiques lui reprochant de manquer au devoir de réserve auquel il est soumis. La chaîne Fox News reprend aussitôt le tweet pour le dénoncer. Pour The Daily Mirror, les remarques de l'ambassadeur sont « d'autant plus étonnantes » que celui-ci devra travailler avec Trump et son équipe, une fois celui-ci investi président. Gérard Araud s'explique dans L'Opinion et Politico. La présidente du Front national Marine Le Pen ayant exigé son rappel, le ministre Jean-Yves Le Drian ne veut pas céder à cette pression et le maintient finalement à son poste.
En mars 2017, il prend position contre la candidate d'extrême droite Marine Le Pen, à la suite de Thierry Dana, ambassadeur à Tokyo. Il devient le conseiller diplomatique d'Emmanuel Macron pendant sa campagne présidentielle de 2017 et, à ce titre, l'un des trente proches les plus influents du candidat selon Les Décodeurs du Monde.
Lors de son départ à la retraite, alors qu'il est ambassadeur aux États-Unis, il qualifie Israël « d'État d'apartheid ».
Après son départ à la retraite en avril 2019, il devient conseiller de l’entreprise israélienne de sécurité informatique NSO Group afin de « conseiller l’entreprise sur la façon de protéger les droits de l’homme et la vie privée », éditrice du logiciel espion Pegasus et rejoint également la société de communication Richard Attias & Associates, détenue pour moitié par un fonds souverain saoudien. L'ancien ambassadeur fait l’objet, en 2021, « d’importantes vérifications » de la part de la Haute Autorité pour la transparence de la vie publique, et d’un signalement pour « intelligence avec une puissance étrangère » auprès de la procureure de Paris,. Pour ses activités avec NSO Group, il subit une retenue de 5 000 euros sur sa retraite de haut fonctionnaire en tant que ministre plénipotentiaire hors classe ayant fait valoir ses droits à la retraite.
En 2024, il est élu à la présidence de la Société des amis du Louvre, et succède à Louis-Antoine Prat.

### Vie privée
Il est en couple avec le photographe Pascal Blondeau depuis 1995,.

## Publications
- Passeport diplomatique : quarante ans au Quai d'Orsay, Paris, Éditions Grasset, 2019, 384 p.
- Henry Kissinger : le diplomate du siècle, Tallandier, 2021, 336 p.
- Histoires diplomatiques : Leçons d'hier pour le monde d'aujourd'hui, Paris, Éditions Grasset, 2022, 320 p.
- Nous étions seuls : une histoire diplomatique de la France 1919-1939, Tallandier, 2023, 336 p.
- Israël. Le piège de l’histoire, Tallandier, 2024, 208 p.

## Distinctions
- Officier de la Légion d'honneur (2013)[37] (chevalier en 2004[38]).
- Chevalier de l'ordre des Arts et des Lettres (2006)[39]
- Élevé à la dignité d'ambassadeur de France (2012)[17].